# ВВС Московского военного округа
ВВС Московского военного округа (ВВС МВО) — оперативно-стратегическое территориальное объединение Военно-воздушных сил, существовавшее в период с 1918 года по 1998 год, для выполнения задач авиационной поддержки наземных войск, противовоздушной обороны административных и экономических объектов.

## История наименований
- Московское окружное управление РККВВФ (Московское окружное управление Рабоче-крестьянского Красного воздушного флота) (26.05.1918 — 1924);
- ВВС Московского военного округа (1924 — 22.02.1968)[1];
- ВВС ордена Ленина Московского военного округа (22.02.1968 — 05.05.1994);
- 16-я воздушная армия (05.05.1994 — 1998).

## История объединения
ВВС МВО сформированы в мае 1918 года решением Совета народных комиссаров РСФСР и приказом Реввоенсовета и именовались как Московское окружное управление Рабоче-крестьянского Красного воздушного флота.
10.08.1921 г. В составе ВВС МВО началось формирование Московская школа воздушного боя и бомбометания.
24.06.22 г. школа была переброшена в Серпухов. Начальником школы был назначен бывший Командующий ВВС МВО Корф Семён Яковлевич 01.08.22 г. в школу влит личный состав Дивизиона Воздушных Кораблей "Илья Муромец" с четырьмя самолетами, из которых пригодным для полетов был один. В это же время школа пополняется переменным составом из первичных Школ ВВС. 10.08.22 г. школа закончила формирование и приступила к учебным занятиям. Весной 1923 г. начались учебные полеты на самолетах «Сопвич», «Вуазен», «Ньюпор», «Фарман» и др. 01.10.23 г. школа стала именоваться Серпуховская высшая военная авиационная школа воздушной стрельбы и бомбометания Высшей школой стрельбы и бомбометания
.01.03.25 г. переименована в Серпуховская военная авиационная школа воздушного боя. Впоследствии это Оренбургское высшее военное авиационное училище лётчиков (ОВВАУЛ). 
20.06.27 г. Школа получила предписание на перебазирование в Оренбург. В октябре летчики-инструкторы без летных происшествий перегнали самолеты но маршруту Серпухов - Пенза - Оренбург.
При этом в Серпухове был оставлен небольшой авиаотряд, преобразованный затем в Серпуховскую военную школу пилотов .
В 1927-1930 гг. здесь готовили группы летчиков из Испании, Китая, Кореи, Турции и других стран. С 1932-го по 1938-й годы на сборы в летние лагеря выезжали слушатели Военно-воздушной инженерной академии имени Н.Е.Жуковского. На серпуховских аэродромах они совершенствовали свое мастерство.
Перед войной Школа пилотов готовила курсантов по первому разряду КУЛП на самолетах У-2, по второму разряду - на самолетах И-15бис.
08.05.41 г. одна эскадрилья Серпуховской авиашколы перебазировалась в летний лагерь «Степыгино» у станции Столбовая под Подольском. Потом была передислокация на станцию Ундол Владимирской области, где личный состав школы и застало известие о начале войны.
В первые дни войны Серпуховская школа пилотов и Серпуховский аэроклуб были приведены в состояние полной боевой готовности. Летчики-инструктора авиашколы, как и летчики боевых частей, стояли на дежурстве в системе ПВО Московского военного округа, и их часто поднимали на перехват воздушных целей. 
В начале октября 1941 г. был получен приказ о перебазировании Серпуховской авиашколы на станцию Вязники и 07.10.41 г. эскадрилья на самолетах И-15бис влилась в состав Вязниковской военной авиационной школы пилотов .
В 1921 году ВВС МВО была подчинена Егорьевская военно-теоретическая авиационная школа, которая осенью 1918 была переведена из Гатчины. В конце 1924 г. Егорьевская военно-теоретическая школа  была перебазирована в Ленинград и стала называться Ленинградская Военно-теоретическая школа Красного Воздушного Флота .
В 1924-1940 гг. на базе Егорьевской школы авиации действовала Егорьевская авиационно-техническая школа, которая готовила специалистов по различным специальностям. В 1940 году Егорьевская авиационно-техническая школа передана в ГВФ, сегодня на этой базе Действует:Егорьевский авиационно-технический колледж гражданской авиации. 
В 1922 году в составе ВВС МВО была образована 2-я военная школа лётчиков   (с 1969 года — Борисоглебское высшее военное авиационное училище лётчиков им. В. П. Чкалова. В 1923 году 2-я военная школа лётчиков  была переведена в Борисоглебск, Воронежская область. Первый выпуск состоялся уже в октябре 1923 года. В числе первых 10 выпускников  были Валерий Павлович Чкалов и Пётр Иванович Пумпур. В 1933 году решением ЦИК СССР школе было вручено почётное Красное Знамя. С 28 декабря 1938 года 2-я военная школа лётчиков  была преобразована в  Борисоглебская военная авиационная школа пилотов им. В. П. Чкалова с 1969 года — Борисоглебское высшее военное авиационное училище лётчиков им. В. П. Чкалова .
Борисоглебское военное училище лётчиков,  подчинялось Воронежскому военному округу (1945—1946, 1949—1959). 
По прихоти Н.С.Хрущева в 1959 году училище было расформированно. 
В 1925-1928 года в состав ВВС МВО входили авиационные эскадрильи:
10-я авиационная эскадрилья, Ходынский аэродром, Москва;
11-я авиационная эскадрилья, Брянск;
34-я авиационная эскадрилья;
35-я авиационная эскадрилья;
36-я авиационная эскадрилья, Можайск, Московская область;
38-я авиационная эскадрилья;
42-я авиационная эскадрилья;
54-я авиационная эскадрилья. 
На вооружении этих эскадрилий в основном состоял многофункциональный истребитель Р-1.
В 1932 году на аэродроме Люберцы была сформирована 57-я истребительная авиационная бригада, вооруженная бипланами И-15 и монопланами И-16, командир бригады полковник Пумпур Пётр Иванович. 
В 1938 г. ВВС Красной армии перешли на полковую систему. В соответствии с этим на базе 57-й истребительной авиационной бригады были сформированы: 34-й и 16-й истребительный авиационный полк, командирами которых стали соответственно майоры: Л. Г. Рыбкин и Ф. М. Пруцков, участники войны в Испании.
С 18 августа 1933 года в связи с началом празднования Дня Воздушного флота СССР по предложению И. В. Сталина силами ВВС округа стали проводиться воздушные парады.
Основными аэродромами базирования авиации ВВС округа к 1938 году стали: Люберцы, Смоленск, Москва, Кубинка, Монино, Липецк, Борисоглебск и Клин.
С 01.12.1940 г. на основании приказа НКО СССР No.0323 от 19.11.40 г. начала формироваться первая «Московская», а затем получившая по месту дислокации название Остафьевская военная авиационная школа пилотов . В конце августа 1941 г. командующий ВВС МВО генерал Сбытов Николай Александрович принял решение о перебазировании школы в Вязники.
С 15.09.41 г. на основании приказа Командующего МВО No.107065 от 10.09.41 г.а, Остафьевская ВАШП получила наименование Вязниковская военная авиационная школа пилотов .
С началом Великой Отечественной войны на базе Управления и штаба ВВС Московского военного округа было образовано полевое управление        ВВС Южного фронта (1-го формирования|Южного фронта) . ВВС фронта возглавил заместитель командующего ВВС округа генерал-майор авиации Шелухин Пётр Семёнович. Штабу ВВС МВО была поставлена задача прикрыть с воздуха Москву, Тулу, Ярославль, Горький, а также приступит к формированию новых авиационных частей и соединений и строительство новых аэродромов. С 30 сентября 1941 года по 20 апреля 1942 года ВВС округа принимали непосредственное участие в Битве за Москву.
В августе 1941 года, путем слияния:Серпуховская военная авиационная школа пилотов и Остафьевская военная авиационная школа пилотов было образована
Вязниковская военная авиационная школа пилотов, которая в ноябре 1945 года прекратила свое существование.
В сентябре 1941 года в распоряжение ВВС Московского военного округа из Прибалтики (Каунас) в Шую (Ивановская область) прибыли:55-е САМ (самолетные авиаремонтные мастерские), позже переброшены в Иваново. 
10 мая 1944 года 55-е САМ перебазировались в посёлок Старый городок. Всего за период Великой Отечественной войны на предприятии было отремонтировано более 1120 самолётов, из них: И-16 — 142, ЛаГГ-3 — 78, Як-3 — 246, Ла-5 — 134, Ил-2 — 202, Ил-10 — 186, «Аэрокобра» и «Кингкобра» — 42; авиадвигателей различных марок — 554.
10 августа 1946 года 55-е САМ были преобразованы в 321-ю авиационную ремонтную базу. 27 июня 1952 года 321-я авиационная ремонтная база преобразована в 121 авиационный ремонтный завод .Завод успешно действует и по настоящее время. 
После окончания Битвы за Москву главной задачей ВВС округа стала подготовка авиационных кадров для фронта.
В послевоенный период ВВС округа занимались учебно-боевой подготовкой. С приходом в 1948 году нового командующего — Сталина В. И., была заново организована боевая учёба, началось освоение новой авиационной техники, переучивание лётного и технического состава на реактивную технику, началось строительство аэродромов. Командующий проводил военные советы и инспекторские проверки, лично контролировал строительство, занимался устройством быта подчинённых. Много внимания уделял развитию физкультуры и сам был председателем Федерации конного спорта СССР. Он организовал строительство 500 финских домиков, в которых расселились семьи лётчиков и техников в 3-х гарнизонах, ютившиеся до этого в бараках и казармах. Своим письменным приказом заставил офицеров ходить в вечерние школы с тем, чтобы у всех было 10-классное образование. При Василии Сталине началось строительство нового здания штаба ВВС МВО (до этого штаб не имел своего здания).
В 1948 году, 28 октября была сформирована первая в ВВС вертолётная эскадрилья на Ми-1 в г.Серпухов. 
В 1950 году в составе ВВС Московского военного округа был образован первый в стране 550-й Вертолетный полк (Тёплый Стан) . В 1955-1956 годах в Торжке была образована первая и последняя в стране Вертолетная дивизия в составе ВВС Московского военного округа .
На воздушном параде в День Воздушного флота 18 августа 1949 года впервые были показаны новые реактивные истребители МиГ-15, а в следующем 1950 году они встали на вооружение в 324-й истребительной дивизии в Кубинке. В 1951 году дивизия под командованием трижды Героя Советского Союза полковника Кожедуба была отправлена на войну в Корее. За всю историю этой войны дивизия стала самой результативной, имея на счету более сбитых 150 самолётов противника.
Взамен ушедшей на войну 324-й истребительной авиадивизии в Кубинке в 1951 году развёрнута вновь созданная 9-я истребительная авиадивизия в составе 3-х полков.
В конце 40-х — начале 50-х годов прошлого века основными аэродромами ВВС округа стали: Кубинка, Мигалово, Шаталово, Тамбов, Липецк, Борисоглебск. 
В июле 1954 года Генеральный штаб ВС СССР издал директиву о перебазировании из Сталинграда Военно аэродромно-технического училища ВВС в г.Мичуринск Тамбовской области. С мая 1963 года училище стало именоваться «Мичуринское военное авиационно-техническое училище». В июле-августе 1963 года в соответствии с директивой Генерального штаба Вооружённых Сил СССР учебное заведение было перебазировано в город Воронеж и стало именоваться Воронежским военным авиационно-техническим училище. В конце 1954 года Энгельсское училище летчиков в полном составе было передислоцировано в Тамбов и января 1956 года получило наименование Тамбовского военного авиационного училища летчиков, а в 1959 году — высшего авиационного училища.1-е Московское Краснознаменное и ордена Ленина военное авиационное училище связи. С 15 декабря 1947 года по указанию Генштаба ВВС ВС СССР училище дислоцируется в городе Тамбов. 4 апреля 1958 года получило название Тамбовское Краснознаменное ордена Ленина военное авиационное радиотехническое училище.
В октябре 1974 года училище будет преобразовано в Тамбовское высшее военное авиационное инженерное  училище .
Сложившаяся структура ВВС округа осталась практически неизменной до окончания деятельности объединения.
С 1954 года ВВС округа на базе аэродрома в Кубинке стали проводить наземные и лётные показы авиационной техники правительственным и военным делегациям иностранных государств. Первыми иностранными зрителями стали представители Индии. В июне 1956 года Кубинку посетил шахиншах Ирана, став первым гостем самого высокого уровня. За 40 с лишним лет показы в Кубинке посетили делегации из Алжира, Афганистана, Бирмы, Ганы, Венгрии, Вьетнама, Египта, Индии, Индонезии, Ирана, Йемена, Китая, Кубы, Лаоса, Мали, Марокко, Польши, Судана, США, Уганды, Финляндии, Чехословакии, Эфиопии, Югославии. Многие делегации возглавляли первые лица государств, так одним из первых высоких гостей Кубинки стал Иосип Броз Тито. Помимо демонстраций перед правительственными и военными делегациями проводились показы перед делегациями партийными, от делегации пионерских организаций Московской области до делегации иностранных гостей XXV съезда КПСС. В настоящее время на аэродроме в Кубинке базируется 237-й гвардейский Проскуровский Краснознамённый орденов Кутузова и Александра Невского Центр показа авиационной техники имени И. Н. Кожедуба.
После размещения ядерного оружия США в Турции, 1961 году Генеральный штаб СССР провёл ответную операцию «Анадырь», в рамках которой ВВС округа перебросили на Кубу 32-й гвардейский истребительный авиационный Виленский орденов Ленина и Кутузова полк в полном составе на самолётах МиГ-21Ф-13, части тыла и 131-й полк связи. Указом Президиума Верховного Совета СССР № 1739-VI от 01.10.1963 года за образцовое выполнение специального задания многие участники спецкомандировки были награждены орденами и медалями, а командир полка полковник Шибанов Н. В. — орденом Ленина.
С 1970 года лётчик 32-гиап, ВВС МВО  первыми в ВВС начали осваивать новый истребитель 3-го поколения МиГ-23. В 1973 году на вооружение 47-го отдельного гвардейского разведывательного авиационного Борисовского Краснознамённого ордена Суворова полка поступила опытная партия новейших МиГ-25, с которыми группа лётчиков полка под руководством заместителя командующего Героя Советского Союза генерал-майора авиации Г. А. Баевского проводила испытания в боевых условиях в небе Египта.
В последующие годы ВВС округа принимало участие во всех крупных учениях Вооружённых Сил СССР. В 80-е годы прошлого столетия ВВС округа в числе первых получали на вооружение новые образцы авиационной техники, в числе первых осваивали новый самолёт 4-го поколения МиГ-29. Первым получившим допуск к полётам на этом самолёте в частях ВВС получил заместитель командующего ВВС округа генерал-майор авиации Ю. В. Куликов.
С началом вывода Советских войск из Германии, Венгрии, Чехословакии и Польши, бывших республик Советского Союза ВВС округа начали пополняться частями и соединениями, размещаемыми на аэродромах о военных городках объединения. Большинство выводимых частей и соединений расформировались. В 1993 году на базе аэродрома Кубинка были размещены штаб и управление 16-й воздушной армии, выведенной из Западной группы войск.
В 1993 году в связи с образованием Фронтовой авиации ВВС Московского ордена Ленина военного округа прекратили своё существование.

## Размещение
В начале формирования с мая 1918 года соединения и части ВВС округа базировались на территории Московской, Рязанской, Тульской, Смоленской, Калужской, Тамбовской, Витебской и Могилёвской губерний. Впоследствии территория округа неоднократно менялась.
В послевоенное время из состава ВВС округа выделялись ВВС Смоленского военного округа (1945—1946), ВВС Горьковского военного округа (1945—1947, 1949—1953) и ВВС Воронежского военного округа (1945—1946, 1949—1960). С 1960 года территория округа не менялась.
Штаб ВВС округа располагался в Москве, на Ходынском поле, позже на улице Осипенко (Садовнической). В период с 27 ноября 1941 года по 15 февраля 1942 года, второй состав штаба и управление ВВС округа располагались в Горьком. С 1948 по 1963 гг. — на Ленинградском проспекте, д. 41. С 1963 по 1993 гг. — на Хорошевском шоссе, д. 38 (Ходынское поле, Центральный аэродром).

## Боевой состав

### 1921 год
| - Московская школа воздушного боя и бомбометания, Ходынка (Москва); - Егорьевская военно-теоретическая авиационная школа, Егорьевск (Московская область) ; |

### 1922 год
| - Московская школа воздушного боя и бомбометания, Серпухов (Московская область); - 2-я Военная школа летчиков, Ходынка (Москва); - Егорьевская военно-теоретическая авиационная школа, Егорьевск (Московская область) ; |

### 1928 год
| - Штаб и управление ВВС Московского военного округа ; - 10-я авиационная эскадрилья , Ходынском поле, (Москва) ; - 11-я авиационная эскадрилья , Брянск ; - 34-я авиационная эскадрилья ; - 35-я авиационная эскадрилья ; - 36-я авиационная эскадрилья, Можайск, Московская область; - 38-я авиационная эскадрилья ; - 42-я авиационная эскадрилья ; - 54-я авиационная эскадрилья ; - Московская школа воздушного боя и бомбометания. Серпухов (Московская область) ; - 2-я Военная школа летчиков, Ходынка (Москва); - Егорьевская военно-теоретическая авиационная школа, Егорьевск (Московская область) ; |

### 1932 год
| - 57-я истребительная авиационная бригада, аэродром Люберцы (Московская область) ; - Серпуховская военная авиационная школа пилотов; - Борисоглебская военная авиационная школа пилотов им. В. П. Чкалова; |

### 1933 год
| - 57-я истребительная авиационная бригада, аэродром Люберцы (Московская область) ; - Серпуховская военная авиационная школа пилотов; - Борисоглебская военная авиационная школа пилотов им. В. П. Чкалова; |

### 1934 год
| - 57-я истребительная авиационная бригада, аэродром Люберцы (Московская область) ; - Серпуховская военная авиационная школа пилотов; - Борисоглебская военная авиационная школа пилотов им. В. П. Чкалова; |

### 1935 год
| - 57-я истребительная авиационная бригада, аэродром Люберцы (Московская область) ; - 24-я тяжело-бомбордировочная эскадрилья - 67-я истребительная авиационная эскадрилья, Люберцы - 118-я истребительная авиационная эскадрилья, Люберцы - Серпуховская военная авиационная школа пилотов; - Борисоглебская военная авиационная школа пилотов им. В. П. Чкалова; |

### 1938 год
| - 57-я авиационная бригада, аэродром Люберцы (Московская область) ; - 34-й истребительный авиационный полк, в составе 57-я авиационная бригада аэродром Люберцы (Московская область) ; - 16-й истребительный авиационный полк, аэродром Люберцы (Московская область) в составе 57-я авиационная бригада аэродром Люберцы (Московская область) ; - Серпуховская военная авиационная школа пилотов; - Борисоглебская военная авиационная школа пилотов им. В. П. Чкалова; |

### 1939 год
| - 57-я авиационная бригада, аэродром Люберцы (Московская область) в составе; - 34-й истребительный авиационный полк,аэродром Люберцы (Московская область); - 16-й истребительный авиационный полк, аэродром Люберцы (Московская область) ; - 32-й истребительный авиационный полк,сформирован на базе 34-й истребительный авиационный полк, убыл в МНР в этом же году расформирован; - Серпуховская военная авиационная школа пилотов; - Борисоглебская военная авиационная школа пилотов им. В. П. Чкалова; |

### 1940 год
| - 57-я авиационная бригада, аэродром Люберцы (Московская область) в составе; - 34-й истребительный авиационный полк,аэродром Люберцы (Московская область); - 16-й истребительный авиационный полк, аэродром Люберцы (Московская область) ; - Серпуховская военная авиационная школа пилотов; - Борисоглебская военная авиационная школа пилотов им. В. П. Чкалова; |

### 1941 год
| - 24-я истребительная авиационная дивизия; - 23-я смешанная авиационная дивизия, Ржев; - 46-я смешанная авиационная дивизия Мигалово (Калинин) ; - 77-я смешанная авиационная дивизия; - 78-я истребительная авиационная дивизия (в стадии формирования) - 11-й истребительный авиационный полк , аэродром (Кубинка), Як-1; - 120-й истребительный авиационный полк , аэродром (Клин), Миг-3,И-16; - 176-й истребительный авиационный полк , аэродром (Люберцы), И-16; - 177-й истребительный авиационный полк , (Подольск) , И-16 ; - 178-й истребительный авиационный полк ; - 171-й истребительный авиационный полк , Мясново (Тула), И-16, И-153; - 172-й истребительный авиационный полк , Крутышки (Кашира), Як-1, ЛаГГ-3; - 179-й истребительный авиационный полк ; - 401-й истребительный авиационный полкаэродром Чкаловский,Миг-3; - 434-й истребительный авиационный полк; . - Серпуховская военная авиационная школа пилотов; - Остафьевская военная авиационная школа пилотов; - Борисоглебская военная авиационная школа пилотов им. В. П. Чкалова; |

| - 24-я истребительная авиационная дивизия; - 77-я смешанная авиационная дивизия; - 78-я истребительная авиационная дивизия - 41-й истребительный авиационный полк - 171-й истребительный авиационный полк , Мясново (Тула), И-16, МиГ-3; - 172-й истребительный авиационный полк , Крутышки (Кашира), Як-1, ЛаГГ-3; - 176-й истребительный авиационный полк , аэродром (Люберцы), И-16; - 177-й истребительный авиационный полк ,Подольск, И-16; - 178-й истребительный авиационный полк ; - 179-й истребительный авиационный полк ; - 401-й истребительный авиационный полкаэродром Чкаловский,Миг-3; - 434-й истребительный авиационный полк ; . - Серпуховская военная авиационная школа пилотов; - Остафьевская военная авиационная школа пилотов; - Борисоглебская военная авиационная школа пилотов им. В. П. Чкалова; |

| - 6-й истребительный авиационный корпус ПВО (истребительных авиационных полков - 21); - 41-й истребительный авиационный полк - 171-й истребительный авиационный полк , Мясново (Тула), И-16, МиГ-3; - 172-й истребительный авиационный полк , Крутышки (Кашира), Як-1, ЛаГГ-3; - 176-й истребительный авиационный полк , аэродром (Люберцы), И-16; - 177-й истребительный авиационный полк ,Подольск, И-16; - 178-й истребительный авиационный полк ; - 179-й истребительный авиационный полк ; - 434-й истребительный авиационный полк ; - 77-я смешанная авиационная дивизия; - Вязниковская военная авиационная школа пилотов; |

| - 6-й истребительный авиационный корпус ПВО (истребительных авиационных полков - 14); - 41-й истребительный авиационный полк - 171-й истребительный авиационный полк , Мясново (Тула), И-16, МиГ-3; - 172-й истребительный авиационный полк , Крутышки (Кашира), Як-1, ЛаГГ-3; - 176-й истребительный авиационный полк , аэродром (Люберцы), И-16; - 177-й истребительный авиационный полк , Подольск, И-16; - 178-й истребительный авиационный полк ; - 519-й истребительный авиационный полкаэродром Дягилево,Миг-3; - 562-й истребительный авиационный полк - 77-я смешанная авиационная дивизия; - Вязниковская военная авиационная школа пилотов; - 55 АРМ, 121 авиационный ремонтный завод, Шуя (Ивановская область) ; |

| - 6-й истребительный авиационный корпус ПВО (истребительных авиационных полков - 17); - 77-я смешанная авиационная дивизия; - 41-й истребительный авиационный полк - 171-й истребительный авиационный полк , Мясново (Тула), И-16, МиГ-3; - 172-й истребительный авиационный полк , Крутышки (Кашира), Як-1, ЛаГГ-3; - 176-й истребительный авиационный полк , аэродром (Люберцы), И-16; - 177-й истребительный авиационный полк , Подольск, И-16 ; - 178-й истребительный авиационный полк ; - 428-й истребительный авиационный полк; - 441-й истребительный авиационный полк; - 519-й истребительный авиационный полк аэродром Дягилево,Миг-3; - 562-й истребительный авиационный полк ; - Вязниковская военная авиационная школа пилотов; - 55 АРМ, 121 авиационный ремонтный завод, Шуя (Ивановская область) ; |

| - 41-й истребительный авиационный полк - 171-й истребительный авиационный полк , Мясново (Тула), И-16, МиГ-3; - 172-й истребительный авиационный полк , Крутышки (Кашира), Як-1, ЛаГГ-3; - 176-й истребительный авиационный полк , аэродром (Люберцы), И-16; - 177-й истребительный авиационный полк , Подольск, И-16; - 178-й истребительный авиационный полк ; - 428-й истребительный авиационный полк; - 562-й истребительный авиационный полк ; - 6-й истребительный авиационный корпус ПВО (истребительных авиационных полков - 24); - Вязниковская военная авиационная школа пилотов; - 55 АРМ, 121 авиационный ремонтный завод, Шуя (Ивановская область) ; |

| - 41-й истребительный авиационный полк - 171-й истребительный авиационный полк , Мясново (Тула), И-16, МиГ-3; - 172-й истребительный авиационный полк , Крутышки (Кашира), Як-1, ЛаГГ-3; - 176-й истребительный авиационный полк , аэродром (Люберцы), И-16; - 177-й истребительный авиационный полк , Подольск, И-16; - 178-й истребительный авиационный полк ; - 428-й истребительный авиационный полк; - 562-й истребительный авиационный полк ; - 6-й истребительный авиационный корпус ПВО (истребительных авиационных полков - 27); - авиационная группа Сбытова: 41, 120, 172 иап, 173 бап, 65 шап - Вязниковская военная авиационная школа пилотов; - 55 АРМ, 121 авиационный ремонтный завод, Шуя (Ивановская область) ; |

### 1942 год
| - 42-й истребительный авиационный полк$ - 41-й истребительный авиационный полк - 92-й истребительный авиационный полк; - 171-й истребительный авиационный полк , Мясново (Тула), И-16, МиГ-3; - 172-й истребительный авиационный полк , Крутышки (Кашира), Як-1, ЛаГГ-3; - 176-й истребительный авиационный полк , аэродром (Люберцы), И-16; - 177-й истребительный авиационный полк ; - 178-й истребительный авиационный полк ; - 192-й истребительный авиационный полк; - 425-й истребительный авиационный полк; - 562-й истребительный авиационный полк ; - 428-й истребительный авиационный полк; - 57-й бомбардировочный авиационный полк; - 96-й бомбардировочный авиационный полк; - 261-й бомбардировочный авиационный полк; - 275-й бомбардировочный авиационный полк; - 279-й бомбардировочный авиационный полк; - 616-й бомбардировочный авиационный полк; - 671-й штурмовой авиационный полк ; - 678-й бомбардировочный авиационный полк; - 679-й бомбардировочный авиационный полк. - Вязниковская военная авиационная школа пилотов; - 55 АРМ, 121 авиационный ремонтный завод, Шуя (Ивановская область) ; |

| - 15-й истребительный авиационный полк; - 17-й истребительный авиационный полк; - 92-й истребительный авиационный полк; - 171-й истребительный авиационный полк , Мясново (Тула), И-16, МиГ-3; - 172-й истребительный авиационный полк , Крутышки (Кашира), Як-1, ЛаГГ-3; - 176-й истребительный авиационный полк , аэродром (Люберцы), И-16; - 177-й истребительный авиационный полк ; - 178-й истребительный авиационный полк ; - 192-й истребительный авиационный полк; - 484-й истребительный авиационный полк; - 562-й истребительный авиационный полк ; - 428-й истребительный авиационный полк; - 737-й истребительный авиационный полк; - 745-й истребительный авиационный полк; - 772-й истребительный авиационный полк; - 35-й бомбардировочный авиационный полк; - 57-й бомбардировочный авиационный полк; - 72-й бомбардировочный авиационный полк; - 138-й бомбардировочный авиационный полк; - 261-й бомбардировочный авиационный полк; - 275-й бомбардировочный авиационный полк; - 279-й бомбардировочный авиационный полк; - 714-й легкобомбардировочный авиационный полк; - 715-й легкобомбардировочный авиационный полк; - 716-й легкобомбардировочный авиационный полк; - 671-й штурмовой авиационный полк ; - 765-й штурмовой авиационный полк. - Вязниковская военная авиационная школа пилотов; - 55 АРМ, 121 авиационный ремонтный завод,Иваново ; |

| - 15-й истребительный авиационный полк; - 17-й истребительный авиационный полк; - 46-й истребительный авиационный полк; - 171-й истребительный авиационный полк , Мясново (Тула), И-16, МиГ-3; - 176-й истребительный авиационный полк , аэродром (Люберцы), И-16; - 177-й истребительный авиационный полк ; - 178-й истребительный авиационный полк ; - 192-й истребительный авиационный полк; - 255-й истребительный авиационный полк; - 440-й истребительный авиационный полк; - 508-й истребительный авиационный полк; - 523-й истребительный авиационный полк; - 562-й истребительный авиационный полк ; - 428-й истребительный авиационный полк; - 737-й истребительный авиационный полк; - 745-й истребительный авиационный полк; - 57-й бомбардировочный авиационный полк; - 94-й бомбардировочный авиационный полк; - 138-й бомбардировочный авиационный полк; - 150-й бомбардировочный авиационный полк; - 261-й бомбардировочный авиационный полк; - 275-й бомбардировочный авиационный полк; - 279-й бомбардировочный авиационный полк; - 671-й легкобомбардировочный авиационный полк; - 702-й легкобомбардировочный авиационный полк; - 709-й легкобомбардировочный авиационный полк; - 714-й легкобомбардировочный авиационный полк; - 715-й легкобомбардировочный авиационный полк; - 716-й легкобомбардировочный авиационный полк; - 775-й легкобомбардировочный авиационный полк. - 448-й штурмовой авиационный полк; - Вязниковская военная авиационная школа пилотов; |

| Боевой состав на 1 апреля 1942 года: - 15-й истребительный авиационный полк; - 46-й истребительный авиационный полк; - 49-й истребительный авиационный полк; - 153-й истребительный авиационный полк; - 156-й истребительный авиационный полк; - 169-й истребительный авиационный полк; - 192-й истребительный авиационный полк; - 254-й истребительный авиационный полк; - 255-й истребительный авиационный полк; - 292-й истребительный авиационный полк; - 297-й истребительный авиационный полк; - 436-й истребительный авиационный полк; - 440-й истребительный авиационный полк; - 508-й истребительный авиационный полк; - 509-й истребительный авиационный полк; - 523-й истребительный авиационный полк; - 737-й истребительный авиационный полк; - 94-й бомбардировочный авиационный полк; - 132-й бомбардировочный авиационный полк; - 138-й бомбардировочный авиационный полк; - 150-й бомбардировочный авиационный полк; - 261-й бомбардировочный авиационный полк; - 275-й бомбардировочный авиационный полк; - 279-й бомбардировочный авиационный полк; - 634-й легкобомбардировочный авиационный полк; - 671-й легкобомбардировочный авиационный полк; - 702-й легкобомбардировочный авиационный полк; - 714-й легкобомбардировочный авиационный полк; - 715-й легкобомбардировочный авиационный полк; - 783-й штурмовой авиационный полк; - 33-я легкобомбардировочная авиационная эскадрилья; - 65-я легкобомбардировочная авиационная эскадрилья. - 448-й штурмовой авиационный полк; - Вязниковская военная авиационная школа пилотов; |

| Боевой состав на 1 мая 1942 года: - 15-й истребительный авиационный полк; - 46-й истребительный авиационный полк; - 18-й гвардейский истребительный авиационный полк; - 49-й истребительный авиационный полк; - 153-й истребительный авиационный полк; - 156-й истребительный авиационный полк; - 180-й истребительный авиационный полк; - 185-й истребительный авиационный полк; - 192-й истребительный авиационный полк; - 254-й истребительный авиационный полк; - 297-й истребительный авиационный полк; - 434-й истребительный авиационный полк; - 436-й истребительный авиационный полк; - 440-й истребительный авиационный полк; - 509-й истребительный авиационный полк; - 523-й истребительный авиационный полк; - 737-й истребительный авиационный полк; - 812-й истребительный авиационный полк; - 813-й истребительный авиационный полк; - 814-й истребительный авиационный полк; - 50-й бомбардировочный авиационный полк; - 94-й бомбардировочный авиационный полк; - 132-й бомбардировочный авиационный полк; - 150-й бомбардировочный авиационный полк; - 261-й бомбардировочный авиационный полк; - 275-й бомбардировочный авиационный полк; - 279-й бомбардировочный авиационный полк; - 703-й бомбардировочный авиационный полк; - 783-й штурмовой авиационный полк; - 621-й легкобомбардировочный авиационный полк; - 671-й легкобомбардировочный авиационный полк; - 702-й легкобомбардировочный авиационный полк; - 704-й легкобомбардировочный авиационный полк; - 715-й легкобомбардировочный авиационный полк; - 448-й штурмовой авиационный полк; - 14-я корректировочная авиационная эскадрилья. - Вязниковская военная авиационная школа пилотов; |

| - 15-й истребительный авиационный полк; - 18-й гвардейский истребительный авиационный полк; - 434-й истребительный авиационный полк; - 448-й штурмовой авиационный полк; - Вязниковская военная авиационная школа пилотов; |

### 1943 год
| Боевой состав на 1 января 1943 года: - 2-я авиационная дивизия особого назначения; - 173-й бомбардировочный авиационный полк; - 783-й штурмовой авиационный полк; на укомплектовании: - 30-й гвардейский истребительный авиационный полк; - 21-й истребительный авиационный полк; - 31-й истребительный авиационный полк; - 92-й истребительный авиационный полк; - 160-й истребительный авиационный полк; - 191-й истребительный авиационный полк; - 192-й истребительный авиационный полк; - 193-й истребительный авиационный полк; - 238-й истребительный авиационный полк; - 240-й истребительный авиационный полк; - 254-й истребительный авиационный полк; - 297-й истребительный авиационный полк; - 813-й истребительный авиационный полк; - 937-й истребительный авиационный полк; - 18-й бомбардировочный авиационный полк; - 34-й бомбардировочный авиационный полк; - 54-й бомбардировочный авиационный полк; - 138-й бомбардировочный авиационный полк; - 140-й бомбардировочный авиационный полк; - 201-й бомбардировочный авиационный полк; - 511-й бомбардировочный авиационный полк; - 723-й бомбардировочный авиационный полк; - 372-й легкобомбардировочный авиационный полк; - 626-й легкобомбардировочный авиационный полк; - 714-й легкобомбардировочный авиационный полк; - 989-й легкобомбардировочный авиационный полк; - 992-й легкобомбардировочный авиационный полк; - 994-й легкобомбардировочный авиационный полк. |

### 1945 год
| - 257-я истребительная авиационная дивизия аэродром Хотилово, Калининская обл; - Борисоглебское военное авиационное ордена Ленина училище лётчиков им. В. П. Чкалова; - 1-е Московское Краснознамённое и ордена Ленина военное авиационное училище связи; - 2-е Московское авиационное училище; - школы авиационных механиков; - авиаремонтные заводы; - части тыла и связи. |

### 1946 год
| - 324-я истребительная авиационная Свирская Краснознамённая дивизия; - 5-я гвардейская штурмовая авиационная Запорожская Краснознамённая ордена Суворова дивизия; - 56-я авиационная Бреславльская дивизия истребителей дальнего действия; - 257-я истребительная авиационная дивизия, аэродром Хотидово, Калининская обл; - Борисоглебское военное авиационное ордена Ленина училище лётчиков им. В. П. Чкалова; - 1-е Московское Краснознамённое и ордена Ленина военное авиационное училище связи; - 2-е Московское авиационное училище; - школы авиационных механиков; - авиаремонтные заводы; - части тыла и связи. |

| - Вязниковская военная авиационная школа пилотов; |

### 1960 год
| - 9-я истребительная авиационная дивизия (Кубинка, Московская область);< - 56-я авиационная Бреславльская дивизия истребителей дальнего действия (Мигалово, Калининская (Тверская) область; - 47-й отдельный гвардейский разведывательный авиационный Борисовский Краснознамённый ордена Суворова полк (Шаталово, Смоленская область); - 269-й отдельный вертолётный полк (Малино, Московская область); - 378-я отдельная смешанная авиационная эскадрилья (Кубинка, Московская область); - 4-й Центр боевого применения и переучивания лётного состава (Липецк, Липецкая область); - Тамбовское военное авиационное училище лётчиков имени М. М. Расковой (Тамбов, Тамбовская область); - Тамбовское Краснознамённое ордена Ленина военное авиационное радиотехническое училище; - Мичуринское военное авиационно техническое училище (ВАТУ) ; - 131-й полк связи и АСУ (Донино, Московская область). |

| - 9-я истребительная авиационная дивизия (Кубинка, Московская область);< - 47-й отдельный гвардейский разведывательный авиационный Борисовский Краснознамённый ордена Суворова полк (Шаталово, Смоленская область); - 269-й отдельный вертолётный полк (Малино, Московская область); - 378-я отдельная смешанная авиационная эскадрилья (Кубинка, Московская область); - 4-й Центр боевого применения и переучивания лётного состава (Липецк, Липецкая область); - Тамбовское военное авиационное училище лётчиков имени М. М. Расковой (Тамбов, Тамбовская область); - Тамбовское Краснознамённое ордена Ленина военное авиационное радиотехническое училище; - Мичуринское военное авиационно техническое училище (ВАТУ) ; - 131-й полк связи и АСУ (Донино, Московская область). |

### 1990 год
| - 9-я истребительная авиационная дивизия (Кубинка, Московская область); - 269-й отдельный вертолётный полк (Малино, Московская область); - 378-я отдельная смешанная авиационная эскадрилья (Кубинка, Московская область); - 297-я отдельная вертолётная эскадрилья радиоэлектронной борьбы (Алабино, Московская область); - 4-й Центр боевого применения и переучивания лётного состава (Липецк, Липецкая область); - 1046-й центр переподготовки (Шаталово, Смоленская область); - Борисоглебское ордена Ленина Краснознамённое военное авиационное училище лётчиков имени В. П. Чкалова (Борисоглебск, Воронежская область); - Тамбовское военное авиационное училище лётчиков имени М. М. Расковой (Тамбов, Тамбовская область); - Тамбовское высшее военное авиационное инженерное ордена Ленина Краснознамённое училище имени Ф. Э. Дзержинского; - Воронежское высшее военное авиационное инженерное училище (Воронеж) ; - 131-й полк связи и АСУ (Донино, Московская область). |

## Командующие ВВС округа
- полковник Воротников Александр Степанович, 05.1918 — 23.07.1918
- Рутковский Вячеслав Степанович, 23.07.1918 — 08.09.1919
- Корф Семён Яковлевич, 1921-1922
- комдив Бергольц Август Иванович, 1935 — 10.1936
- майор, комбриг Рычагов Павел Васильевич, 03.1938 — 04.1938
- комкор Пумпур Пётр Иванович 10.1938 — 11.1938
- генерал-лейтенант авиации Пумпур Пётр Иванович, 12.1940 — 10.05.1941
- полковник, генерал-майор авиации, генерал-лейтенант авиации Сбытов Николай Александрович, 05.1941 — 17.01.1948
- генерал-лейтенант авиации Сталин Василий Иосифович[1], 17.01.1948 — 07.1952
- генерал-полковник авиации Красовский Степан Акимович[1], 08.1952 — 06.1953
- генерал-лейтенант авиации, генерал-полковник авиации Рубанов Степан Ульянович[1], 06.1953 — 1959
- генерал-лейтенант авиации Горбатюк Евгений Михайлович[1], 1959—1971
- генерал-лейтенант авиации Одинцов Михаил Петрович[1], 1971—1976
- генерал-лейтенант авиации Андреев Вадим Константинович[1], 07.1976 −1983
- генерал-лейтенант авиации, генерал-полковник авиации Дмитриев Игорь Михайлович[1], 1983—1989
- генерал-лейтенант авиации, генерал-полковник Антошкин Николай Тимофеевич[1], 11.1989 — 11.1993